# Personal Digital Assistant

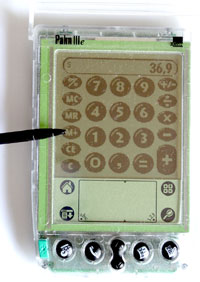
Palm IIIe Personal Digital Assistant (PDA)

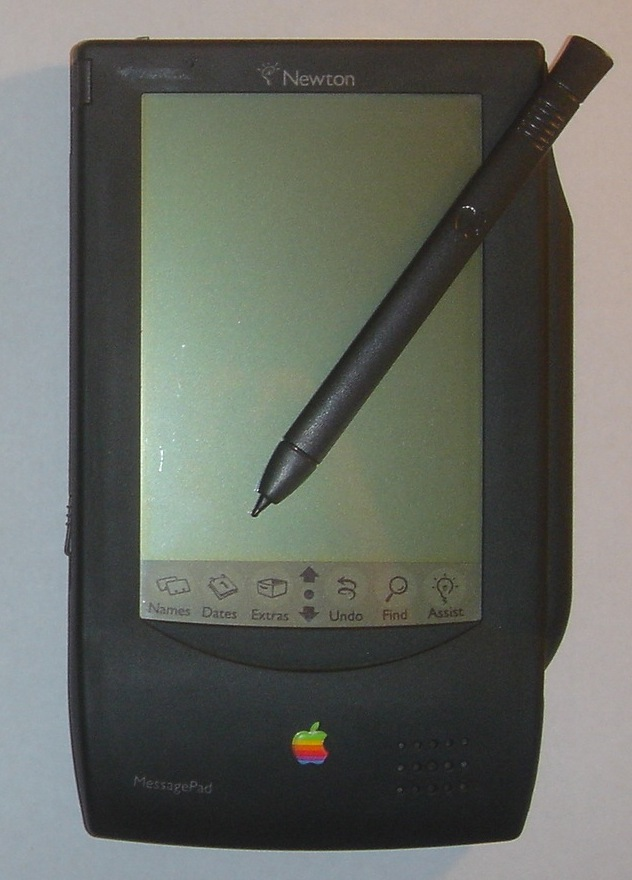
PDA von Apple (Newton 1997)

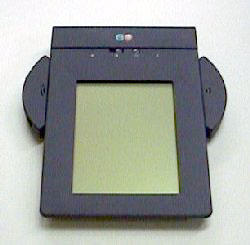
EO440 von AT&T

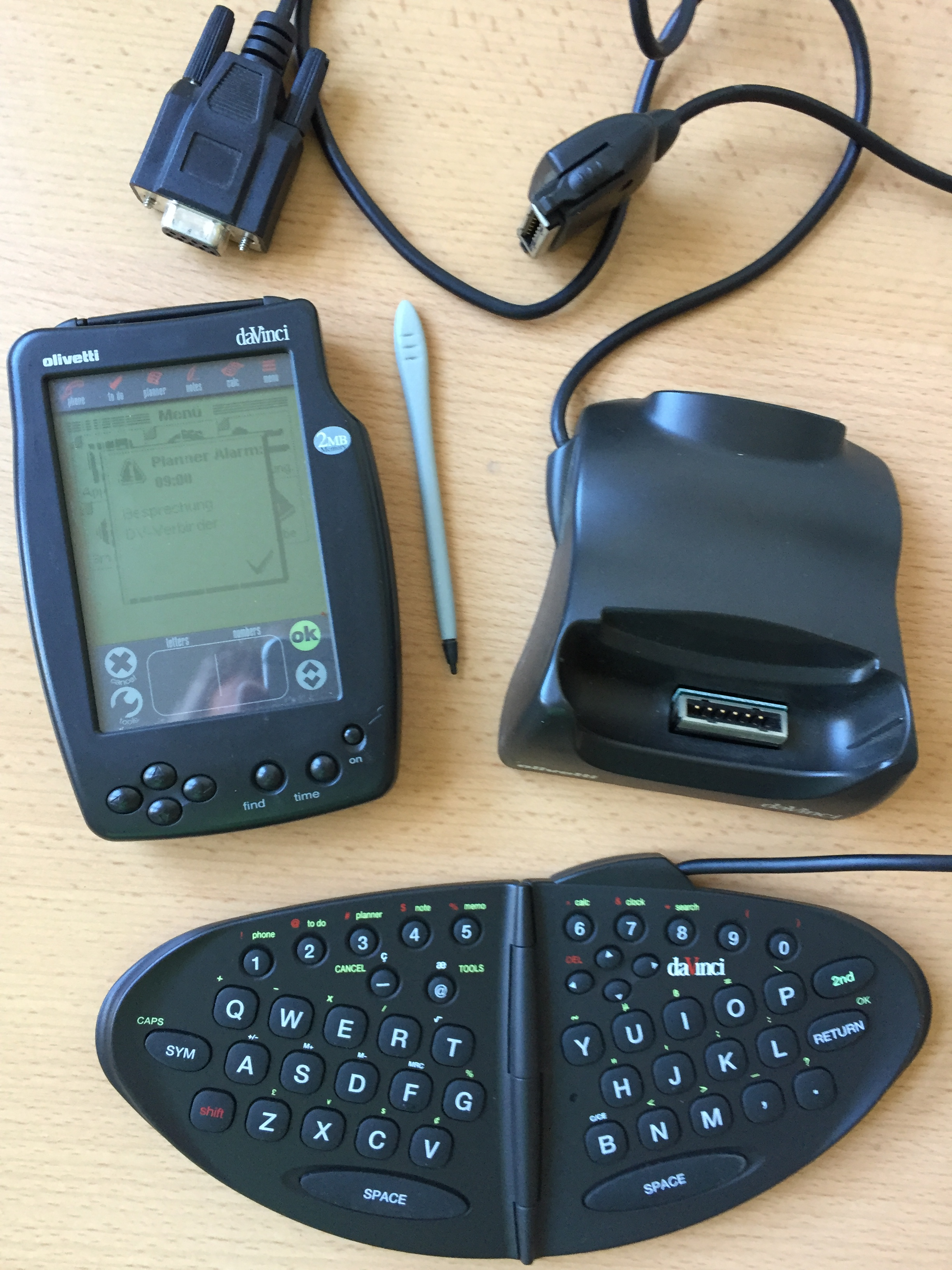
Olivetti daVinci PDA mit Zubehör

Ein Personal Digital Assistant (PDA, übersetzt auf Deutsch: persönlicher digitaler Assistent) ist ein kompakter tragbarer Computer, welcher in den 1990er- und den 2000er-Jahren für die persönliche Kalender-, Adress- und Aufgabenverwaltung benutzt wurde. Die Bedienung erfolgte üblicherweise über ein berührungsempfindliches LC-Display, häufig mit Handschrifterkennung.
Seit Anfang der 2010er Jahre werden keine klassischen PDAs mehr gebaut; Smartphones und Phablets (die auch die Funktionen von Mobiltelefonen haben) sowie Tablets haben ihren Platz eingenommen.
Sie haben, anders als PDAs, immer auch die Möglichkeit, einen mobilen Internetzugang oder wenigstens WLAN zu nutzen. In einem Rückblick von 2013 wurde attestiert, dass PDAs schon damals am Markt keine Rolle mehr spielten.
Anfang der 1990er Jahre verwendete Apple für sein neu eingeführtes Newton MessagePad erstmals die Bezeichnung PDA. T-Mobile nannte etwa ab 2003 einige seiner Smartphones oder Smartphone-ähnlichen Geräte MDA (Mobile Digital Assistant).

## Geschichte
Electronic Organizer gingen aus programmierbaren Taschenrechnern hervor, waren wegen der sperrigen Tastatur oder wegen ihres Verbrauchs an Einweg-Batterien nur bedingt mobil einsetzbar. In den 1990er Jahren wurden Electronic Organizer mit einem kleinen Touchscreen ausgestattet. Dieser ermöglichte die Dateneingabe mit dem Finger oder mit einem speziellen Stift mit abgerundeter Spitze. Mit dem Stift konnte man grafische Informationen, z. B. Zeichnungen, oder auch einfache handschriftliche Notizen eingegeben.
„Organizer- ohne Tastatur“ wurden zu einer neuen Geräteklasse: PDAs.
1992 erschien mit dem Zoomer der erste PDA. Dieser war von Palm entwickelt worden und wurde von Tandy und Casio vertrieben. 1993 folgten mit dem AT&T EO440 bzw. 880, Amstrad Penpad 600 und Newton MessagePad von Apple weitere PDAs.
Im März 1996 brachte das Unternehmen US Robotics kleine und sehr erfolgreiche Geräte unter den Namen Pilot (später Palm, englisch für Handfläche) heraus, woher die Bezeichnung Palmtop stammt. Der Wortbestandteil -top wurde von Laptop entlehnt. Palmtop benannte einen tragbaren PDA für die Handfläche. Auch Olivetti beteiligte sich 1998 mit dem daVinci am Markt der Organizer.
Anfang 2002 brachte Handspring sein erstes Smartphone Treo 180/180g auf den Markt.

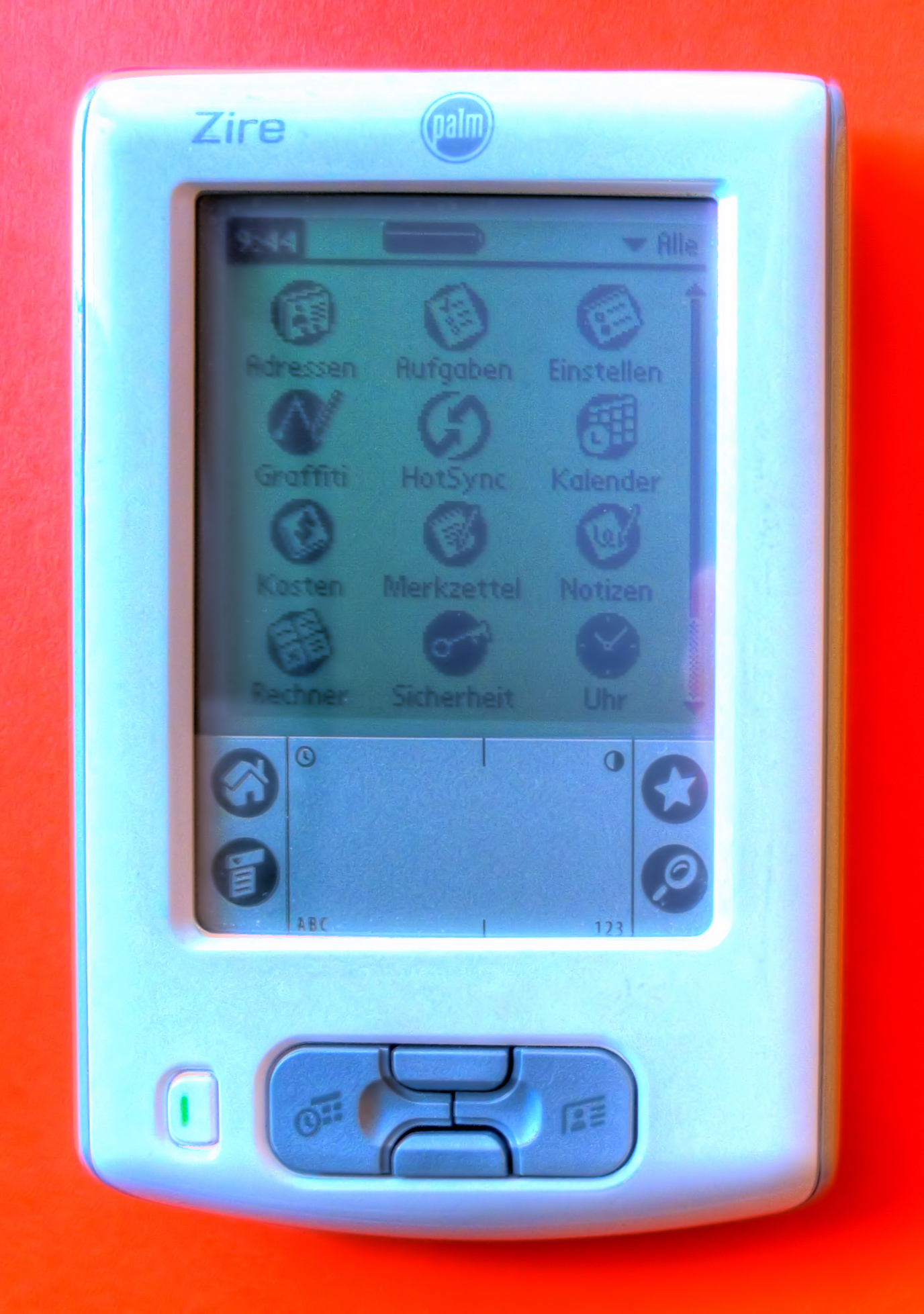
Palm Zire m150 (2002)

## Technische Grundlagen
PDAs hatten meist ein schnell startendes Betriebssystem. Die wichtigsten Einstellungen sowie die persönlichen Daten wie Termin- und Kontaktdaten wurden ausschließlich im RAM gespeichert. Daher waren PDAs nie ganz abgeschaltet (solange sie Strom im Akku hatten), sondern in einem Standby-Modus. Sie verbrauchten auch im ausgeschalteten Zustand weiterhin etwas Strom. Dies hatte den Vorteil, dass die Benutzeroberfläche sofort nach dem Einschalten des PDAs zur Verfügung stand. Dies war allerdings mit dem Nachteil verbunden, dass sich der Akku auch bei ausgeschaltetem PDA langsam entlud. Bei vollständiger Entladung wurden das Betriebssystem und alle Daten (auch Adress-, Termin- und Kontaktdaten) sowie die individuellen Einstellungen gelöscht und mussten nach einem Neustart wiederhergestellt werden.
Spätere PDAs hatten deshalb neben dem Hauptakku einen separaten Zweitakku. Nach dem vollständigen Entladen des Hauptakkus war zwar damit kein normaler Betrieb mehr möglich, der Zweitakku versorgte aber den flüchtigen Speicher weiterhin mit Strom und sicherte somit über eine längere Zeit alle dort gespeicherten Daten. Der normale Ladevorgang lud beide Akkus auf. Alternativ setzen manche PDAs einen Flash-Speicher (ROM) ein, der keine Stromversorgung benötigte (Beispiel: Palm Tungsten E2).
Andere PDA verwendeten zusätzliche integrierte ROM-Speichermodule oder Steckplätze für externe Speicherkarten, etwa im SD-Format. Dort konnten Anwendungen oder Daten dauerhaft ohne Verlustrisiko durch Stromausfall gespeicht werden.

## Verwendungszweck
Die wichtigsten Anwendungen auf einem PDA (Oberbegriff PIM-Software) wurden meist standardmäßig mit dem PDA ausgeliefert, beispielsweise Adressbuch, Terminplaner, Kalender, Notizblock, Aufgabenplaner, E-Mail und Projektmanagement. In den meisten späteren Geräten wurden weitere Anwendungen mitgeliefert wie beispielsweise Textverarbeitung, Tabellenkalkulation, Taschenrechner, Spiele, ein MP3-Player, ein Videobetrachter und ein Tool für die Aufnahme und Wiedergabe von gesprochenen Notizen und Geräuschen (Diktiergerät). Software für unterschiedlichste und auch spezielle Situationen war aus dem Internet herunterladbar und per Kabel (USB oder seriell) oder kabellos per Infrarot- beziehungsweise Bluetoothschnittstelle in den PDA überspielbar. Über diese Schnittstellen konnte man einen PDA auch mit einem geeigneten Mobiltelefon verbinden und über dieses auf das Internet zugreifen.
Mit steigender Leistungsfähigkeit der Geräte kamen auch neue Verwendungszwecke hinzu. So ließen sich PDAs auch zur mobilen Datenerfassung nutzen oder konnten in bestimmten Szenarien andere mobile Computer ersetzen. Durch die Kombination von Bluetooth oder WLAN (WiFi) mit einem Voice-over-IP-Client bestand die Möglichkeit, einen PDA auch als IP-Telefon zu verwenden. Ebenfalls wurden PDAs als Navigationssysteme eingesetzt. Per GPS-Empfänger, entweder im Gerät fest verbaut oder extern (via serieller Schnittstelle oder über Bluetooth) angeschlossen, konnte der PDA seine Position exakt bestimmen und mit entsprechender Software auch zur Routenplanung eingesetzt werden.
Modernere PDAs konnten mit dem PC synchronisiert werden. Dies war mit Programmen wie HotSync beziehungsweise ActiveSync möglich. Dabei konnten beispielsweise E-Mails, Adressen und Termine zwischen dem PDA und dem Computer ausgetauscht und auch alle anderen Datenbanken auf dem PC gesichert werden. Auf diese Weise brachten sich beide Geräte gegenseitig auf den neuesten Stand. Außerdem konnten vorher festgelegte Webseiten beim Synchronisieren auf den PDA übertragen und dann unabhängig vom Netzwerkanschluss gelesen werden (sogenanntes Webclipping, beispielsweise mit Plucker, AvantGo oder Mobipocket).
Ein anderer Einsatzbereich war die Industrie, hier beispielsweise im Bereich Logistik oder als mobile Diagnosesysteme. In diesen Fällen kam es vor allem auf das Vorhandensein geeigneter Schnittstellen an und oft auch auf größere Robustheit der Geräte.
Aufgrund der bereits genannten positiven Hardwareeigenschaften wurden die multifunktionalen PDAs auch zum Mobilen Lernen bzw. M-Learning in Unternehmen, Universitäten und Schulen eingesetzt.

## Anschluss- und Erweiterungsmöglichkeiten

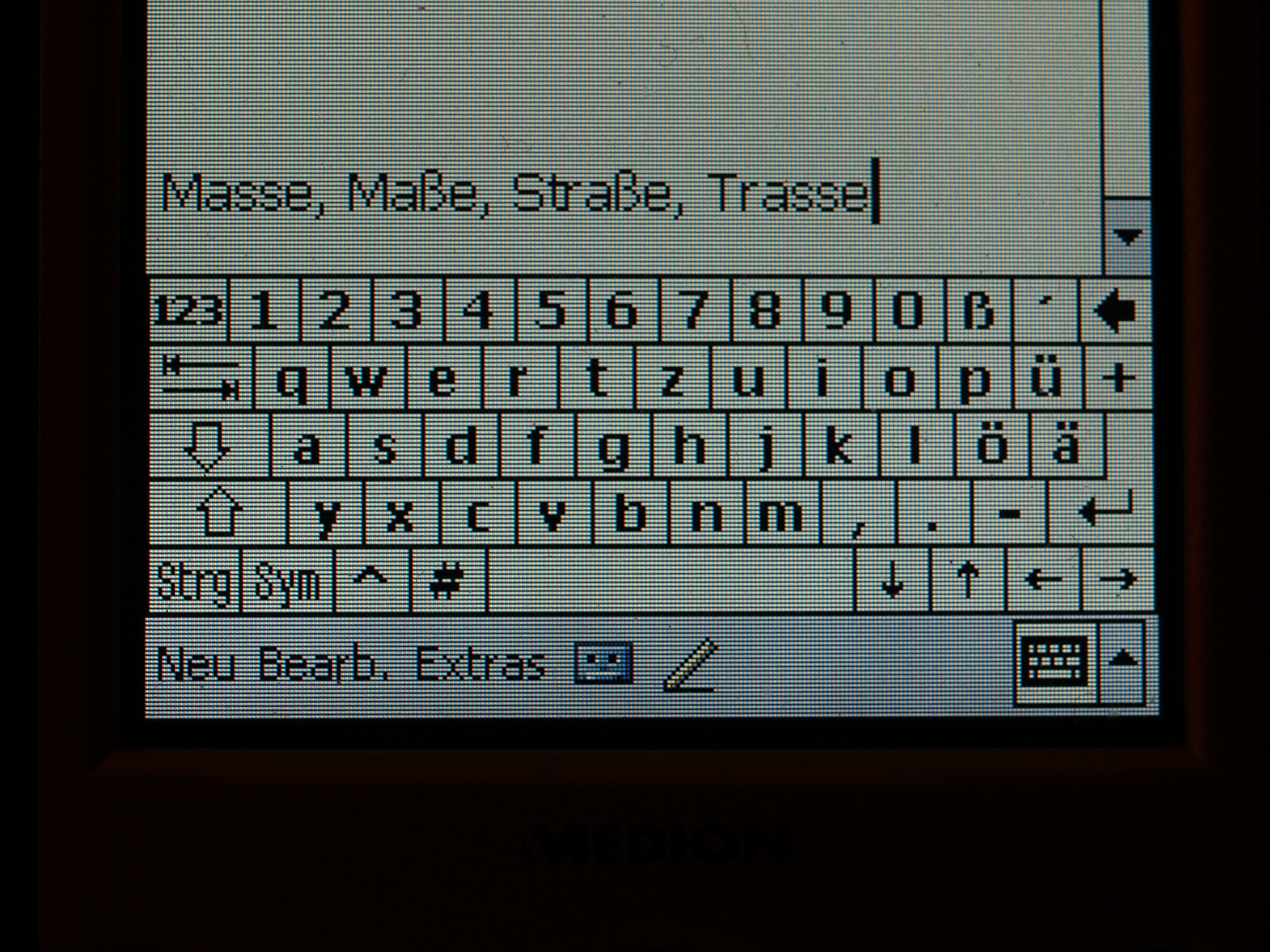
Tastatur als Touchscreen (Pocket-PC)

Dank einer Vielzahl von Anschluss- und Erweiterungsmöglichkeiten ließen sich PDAs für unterschiedliche Anwendungsbereiche nutzen. Neben dem klassischen Bereich der Termin- und Adressverwaltung war das Verfassen von Texten, die Verwendung als E-Book-Reader, Nachschlagewerk, MP3-Player oder Navigationssystem möglich. Weitere Anwendungen waren Computerspiele, die Internetnutzung oder die Aufnahme und Darstellung von Digitalfotos.
Speziell die letzte Generation von PDAs war mit einem Webbrowser ausgestattet, häufig mit dem Microsoft Internet Explorer im Pocket-PC-Format. Für die Nutzung des WWW auf PDAs eignen sich am besten für Handydisplays aufbereitete Seiten. Dies waren abgespeckte Webseiten, die auf datenintensive Aufmachungen verzichten.
Damals waren die mobilen Datenraten gering (→ GPRS, EDGE); heute ist diese Beschränkung dank LTE und LTE 4G nicht mehr erforderlich.

### Erweiterungsmöglichkeiten beziehungsweise Hybridgeräte
- Speicherkarten (Compact Flash (CF), SD Memory Card, MiniSD, MicroSD, Multimedia Card (MMC), Memory Stick) vor allem zur Datensicherung und zur bedarfsweisen Kapazitätserweiterung beziehungsweise zum schnelleren Datentransfer zwischen PC und PDA zum Beispiel für Multimedia-Daten.
- Navigationshilfen (GPS) beispielsweise GPS Springboard Modul für den Handspring Visor oder Garmin iQue360
- externe Tastaturen, die über Infrarot- oder Bluetooth-Schnittstelle angeschlossen werden konnten.
- Mobiltelefon und PDA zusammengefasst in einem Gerät
- MP3-Spieler-Foto-PDA (MP3-Player, PDA und Kamera)
- MP3-Foto-Telefon-PDA (Mobiltelefon, MP3-Player, PDA und Kamera)

### Anschlüsse
- Infrarot – kabelloses, optisches Übertragen von Daten mittels unsichtbarem Infrarotlicht (digitale Visitenkarten, Notizen oder Aufgaben an ein anderes Gerät, das sich in unmittelbarer Nähe befindet).
- Bluetooth – zur drahtlosen Übertragung (Funk) zwischen zwei Bluetooth-Geräten.
- WLAN – zur drahtlosen Kommunikation (Funk) zwischen mehreren WLAN-fähigen Geräten und zur Einbindung in Netzwerkinfrastrukturen (Internet-Zugang, Zugriff auf Ressourcen in lokalen Netzen).
- RS-232 – zur Synchronisation oder zum Anschluss von GPS-Empfängern oder RS232-basiertem Messequipment. Damit wird der PDA zum Diagnose- und Konfigurationsgerät im Maschinen- und Anlagenbau.
- USB Slave – kabelgebundene Synchronisation mit einem PC.
- USB Host – direkte Kommunikation mit anderen USB-Geräten, etwa Digitalkameras, Festplatten, USB-Sticks, Tastaturen etc.

## Betriebssysteme
Einer der ersten (1991 vorgestellt) PDAs war der HP95LX von Hewlett-Packard. Die Nachfolger HP100LX und HP200LX waren sehr beliebte Geräte. Alle drei basierten auf dem Betriebssystem DOS in Verbindung mit zusätzlicher Software, von der Lotus 1-2-3 sicher die leistungsfähigste war. Lotus 1-2-3 war damals die bekannteste Tabellenkalkulation unter DOS. Eine Desktop-Tabellenkalkulation in einem handflächengroßen Gerät war damals eine technologische Meisterleistung und ermöglichte erstmals den Einsatz von umfangreichen Arbeitsblättern unterwegs.
Es gab eine Reihe von unterschiedlichen Betriebssystemen, die in PDAs eingesetzt wurden.
Der Newton verwendete das Newton OS als Betriebssystem, das erste vollständig in C++ geschriebene Betriebssystem, das auf geringen Speicherbedarf und effiziente Prozessornutzung getrimmt wurde.
Mit PEN/GEOS erschien 1992 ein PC/GEOS für PDAs, Handhelds und Smartphones wie den ZOOMER PDA, den HP OmniGO100/120 HandheldPC (Nachfolger der DOS HPxxx-LX Reihe) und der frühen Nokia-Communicator-Smartphone-Reihe, die den Aufstieg von Nokia zur Weltmarktführung begründete.
Grundlage für die oftmals unter dem Stichwort Palm angebotenen Geräte war das von der ehemaligen Firma PalmSource entwickelte Palm OS.
Das Psion EPOC-Betriebssystem bildet die Basis für Symbian OS, welches in Smartphones wie Siemens SX1, Nokia 9210/9290/9300/9500, 7710, 3650/3660/7650/6260/6600/6630/6670/6680/7610/N70/N90/N91/N95/N96, N-Gage, N-Gage QD, Sony Ericsson P800/P900/P910, Sendo X, Panasonic X700 sowie Motorola A925/A1000 zum Einsatz kam.
Ein weiteres Betriebssystem für PDA war GNU/Linux. Es gab verschiedene Distributionen, eine speziell an PDA angepasste Variante ist OPIE, das für Sharp Zaurus, Siemens Simpad und HP iPAQ in mehreren Sprachen kostenlos zur Verfügung steht, sowie Maemo, das von Nokia für das Nokia 770 entwickelt wurde und auch bei dessen Nachfolgern N800 / N810 zum Einsatz kam.
Weitere PDA-Typen wurden unter der Bezeichnung Pocket PC vertrieben und liefen unter einer speziellen Windows-Version mit Namen Windows CE bzw. Windows Mobile.
PDAs der letzten Generation (bis ca. 2010) unterstützten auch Java (auf Connected Device Configuration, CLDC oder MIDP-Basis), was im Fall von Mobile Digital Assistants, also Smartphones, eine der populärsten Anwendungen von Embedded Java war. Mit Hilfe der Standard-Java-Version war ein Ansprechen der seriellen Schnittstellen für externe Geräte wie GPS-Empfänger nicht möglich, daher gab es spezielle Java-Versionen, beispielsweise EWE oder deren Nachfolger EVE.

### Betriebssysteme
- Newton OS, verwendet von Apple
- Apple iOS, ein von Mac OS X abgewandeltes Betriebssystem für iPhone, iPad und den iPod touch.
- PEN/GEOS, 1993 im Casio Z-PDA Zoomer, sowie 1996 im HP Omnigo100/120 und in weiteren eingesetzt
- Palm OS, vorwiegend von Palm eingesetzt
  - Palm Tungsten
  - Sony Clié
- Microsoft Windows CE (HandheldPC)
  - Psion Teklogix netBook pro
  - HP600er Reihe, und andere ältere Handhelds
  - Microsoft Pocket PC
    - Acer n-Serie
    - Asus MyPal-Serie
    - CASIO Cassiopeia
    - Fujitsu Siemens FSC Loox
    - HP Jornada
    - HP/Compaq iPAQ
    - HTC (u. a. bekannt durch die XDA/MDA/VPA-Serien, die als OEM-Produkte bei deutschen Mobilnetzbetreibern angeboten wurden)
    - LG KS20
    - Symbol
    - Toshiba e400/e800 Toshiba
- Linux
  - Agenda VR3
  - HP/Compaq iPAQ
  - SHARP Zaurus
  - Simputer
  - Maemo für Nokias Internet Tablets
  - Openmoko
- Android
  - diverse Modelle verschiedener Hersteller
- NetBSD
  - SHARP Zaurus SL-C3000, SL-C3100, SL-C3200
- OpenBSD
  - SHARP Zaurus SL-C3000, SL-C3100, SL-C3200
- EPOC, vorwiegend für Psion-Tastatur-PDAs eingesetzt
  - Psion revo, Serie 3, Serie 5 classic und mx, Series 7, netBook, Siena
  - Ericsson MC218 (entspricht Serie 5 mx) und R380 (Smartphone)
  - Oregon Scientific Osaris
  - Geofox One und Pro
- Casio PocketViewer
- Xircom Rex
- HP webOS (ehemals Palm)
  - Palm Pre
  - Palm Pixi